# 60. vestlige længdekreds
Den 60. vestlige længdekreds (eller 60 grader vestlig længde) er en længdekreds, der ligger 60 grader vest for nulmeridianen. Den løber gennem Ishavet, Nordamerika, Atlanterhavet, Sydamerika, det Sydlige Ishav og Antarktis.